# Manuela Stellmach
Manuela Stellmach (Oost-Berlijn, 22 februari 1970) is een Duits zwemster. Voor Die Wende kwam zij uit namens de Duitse Democratische Republiek

## Biografie
Stellmach behaalde haar grootste successen op de estafette.
In 1986 werd Stellmach wereldkampioene op de 4x100m en 4x200m vrije slag in een wereldrecord. Stellmach werd ook wereldkampioene op de 4x100m wisselslag, waarbij zij alleen in de series uitkwam.
Stellmach behaalde haar grootste succes tijdens de Olympische Zomerspelen van 1988 in het Zuid-Koreaanse Seoel de gouden medaille op de 4x100m vrije slag en de 4x100m wisselslag, op de wisselslag kwam zij alleen in actie in de series. Individueel won zij brons op de 200m vrije slag.

## Internationale toernooien
| Jaar | Olympische Spelen                                                                                             | WK Langebaan | EK Langebaan                                                                                  |
| ---- | --- | --- | --------------------------------------------------------------------------------------------- |
| 1985 | | | 100m vrije slag · 200m vrije slag · 4x100m vrije slag · 4x200m vrije slag                     |
| 1986 | | 4e 100m vrije slag · 200m vrije slag · 4x100m vrije slag · 4x200m vrije slag · 4x100m wisselslag · Stellmach zwom enkel de series |                                                                                               |
| 1987 | | | 100m vrije slag · 200m vrije slag · 4x100m vrije slag · 4x200m vrije slag · 4x100m wisselslag |
| 1988 | 4e 100m vrije slag · 200m vrije slag · 4x100m vrije slag · 4x100m wisselslag · Stellmach zwom enkel de series | |                                                                                               |
| 1989 | | | 100m vrije slag · 200m vrije slag · 4x100m vrije slag · 4x200m vrije slag                     |
| 1990 | | |                                                                                               |
| 1991 | | 6e 100m vrije slag · 14e 200m vrije slag · 4x100m vrije slag · 4x200m vrije slag · 4x100m wisselslag                              | 200m vrije slag                                                                               |
| 1992 | 4x100m vrije slag                                                                                             | |                                                                                               |
| 1993 | | | 4x100m vrije slag                                                                             |

1912: Moore, Fletcher, Speirs, Steer ·
1920: Woodbridge, Schroth, Guest, Bleibtrey ·
1924: Donnelly, Ederle, Lackie, Wehselau ·
1928: Lambert, Osipowich, Saville, Norelius ·
1932: Johns, Saville, McKim, Madison ·
1936: Selbach, Wagner, den Ouden, Mastenbroek ·
1948: Corridon, Kalama, Helser, Curtis ·
1952: I. Novák, Temes, É. Novák, Szőke ·
1956: Fraser, Leech, Morgan, Crapp ·
1960: Spillane, Stobs, Wood, von Saltza ·
1964: Stouder, de Varona, Watson, Ellis ·
1968: Barkman, Gustavson, Pedersen, Henne ·
1972: Babashoff, Barkman, Kemp, Neilson ·
1976: Peyton, Sterkel, Babashoff, Boglioli ·
1980: Krause, Metschuck, Diers, Hülsenbeck ·
1984: Johnson, Steinseifer, Torres, Hogshead ·
1988: Otto, Meißner, Hunger, Stellmach ·
1992: Haislett, Martino, Thompson, Torres ·
1996: Martino, Van Dyken, Fox, Thompson ·
2000: Van Dyken, Shealy, Thompson, Torres ·
2004: Mills, Lenton, Thomas, Henry ·
2008: Dekker, Kromowidjojo, Heemskerk, Veldhuis ·
2012: Coutts, C. Campbell, Elmslie, Schlanger ·
2016: McKeon, Elmslie, B. Campbell, C. Campbell ·
2020: B. Campbell, Harris, McKeon, C. Campbell ·
2024: O'Callaghan, Jack, McKeon, Harris